# Quirino de Avelar Monteiro de Resende
Quirino de Avelar Monteiro de Rezende, primeiro e único barão de Avelar Rezende (Palma, 1842 — , 13 de agosto de 1915) foi um cafeicultor brasileiro em Conceição da Boa Vista, local onde sua família residia desde a década de 1830.
Era filho do capitão Quirino Ribeiro de Avelar Rezende e de dona Maria da Purificação Monteiro Galvão de São Martinho. Casou-se com sua prima Inês de Castro Lobato Galvão de São Martinho, com a qual não deixou geração. Deixou dois filhos havidos fora do casamento: Bráulio de Avelar Rezende e Antônio de Avelar Rezende.
Seu pai, o Capitão Quirino Ribeiro de Avelar Resende era um dos eleitores do Curato da Boa Vista (Leopoldina), dos eleitores catalogados no ano de 1866. Os demais eleitores pelo Curato eram:
- O Tenente Coronel Antonio Augusto Monteiro de Barros Galvão de São Martinho, casado com Maria Nazaré Negreiros Sayão Lobato e pais de João Evangelista Monteiro Lobato Galvão de São Martinho,
- José Bernardes da Rocha,
- José Felicíssimo Gonçalves Moraes,
- o Dr. José Joaquim Ferreira Monteiro de Barros,
- Domingos Custódio Neto,
- Carlos José da Silva Espíndola,
- Cel. Mateus Herculano Monteiro de Castro,
  - os irmãos
    - Manuel José Monteiro de Castro,
    - Domiciano Antonio Monteiro de Castro e o
    - Capitão Jacinto Manoel Monteiro de Castro e

  - os filhos,
    - o Dr. Domiciano Mateus Monteiro de Castro, casado por duas Vezes:
      - (1) Com a prima Francisca de Assis Monteiro de Castro, filha de Manuel José Monteiro de Castro;
      - (2) Com a a cunhada Inês Galvão de São Martinho Monteiro de Castro;

    - o Coronel Antonio Mateus Monteiro de Castro,
- Dr. Domingos José Ferreira Pena,
- Gervásio Monteiro de Resende,
- Antonio José de Menezes,
- Inácio Ferreira Brito,
- José Joaquim Monteiro de Barros,
- José Joaquim Monteiro de Resende,
- Valeriano Coelho dos Santos Monteiro,
- José Coutinho da Silva Pereira,
- Cristóvão Rodrigues de Andrade França,
- Joaquim Antonio Machado e
- José de Resende Monteiro.

A fazenda da família localizava-se no distrito de Conceição da Boa Vista, Leopoldina, Minas Gerais, e a partir de 1890 passou a pertencer distrito de Santa Isabel, atual Abaíba, no mesmo município de Leopoldina.

## Títulos nobiliárquicos
Barão de Avelar Rezende
Título conferido por decreto imperial em 9 de setembro de 1882.